# Onafgeveerd gewicht
Onafgeveerd gewicht (definitie) bestaat uit de onderdelen van een auto die het oppervlak van de weg volgen en zodoende bij elke hobbel en bobbel van de weg mee op- en neer bewegen (afgezien van de flexibiliteit van de banden). Anders gezegd; het is dat deel van de auto dat niet wordt “gedragen” door de vering. Dit is een van de meest kritieke factoren die de wegligging van een voertuig beïnvloeden.
In het algemeen bestaat het onafgeveerd gewicht bij een auto uit: assen, differentieel, velgen, banden, remschijven en –klauwen en fusees.
Bij de constructie van de wielophanging bij voertuigen is het zaak het onafgeveerd gewicht zo laag mogelijk te houden omdat als gevolg van de massa-traagheid de wielen/assen de neiging hebben te gaan stuiteren ( het z.g. dribbelen) bij snel op elkaar volgende bewegingen.